# Sphecodes marginatus
Sphecodes marginatus är en biart som beskrevs av Hagens 1882. Sphecodes marginatus ingår i släktet blodbin, och familjen vägbin. Inga underarter finns listade i Catalogue of Life.